# Gare du Grand Tronc (Island Pond)
La Gare du Grand Tronc est un lieu historique à Island Pond dans l'État du Vermont. Island Pond fut un important centre en 1853 lorsque le Grand Tronc établit un lien international entre Montréal, Québec, et Portland, dans l'État du Maine. Le village était à mi-chemin entre la route de fer qui relie Portland à Montréal. Ce village devient donc un centre prospère pour le développement du chemin de fer avec toutes ses facilités pour le bon fonctionnement de trains. En 1923 le Grand Tronc du Canada fit banqueroute et le gouvernement canadien l'exploita avec son chemin de fer, le Canadien National.
Aujourd'hui, seule la gare de passagers demeure et est utilisée par une banque. Une société historique se trouve dans les étages supérieurs.

## Histoire
Island Pond est devenu un centre important ferroviaire en 1853 lorsque le chemin de fer du Grand Tronc fonde les liaisons internationales entre Montréal, au Canada et Portland, dans le Maine. Étant le point à mi-chemin dans la ligne de chemin de fer Montréal-Portland, cette ville est devenue un centre de chemin de fer en plein essor avec une rotonde et tous les équipements liés à l'exploitation des trains. En 1923, le Grand Tronc était en faillite et fut repris par le gouvernement du Canada et exploité par le chemin de fer du Canadien National. Comme le gouvernement du Canada dirigeait le chemin de fer, des considérations politiques bientôt l'emportèrent sur l'économie du chemin de fer ; et le commerce a été déplacé du port de Portland, Maine aux ports canadiens d'Halifax et Saint-Jean. 
L'importance de la ligne de Portland a ensuite commencé un déclin qui ne devait jamais être inversé. L'importance d'Island Pond comme une ville majeure de chemin de fer a pris fin vers la fin des années 1950, en raison de l'élimination des locomotives à vapeur. Vers 1960 le service passager jusqu'à Portland prit fin, et trois ans plus tard, les réparations de la locomotive diesel ont pris fin. En 1966 la rotonde fut fermée, et un personnel réduit de personnes travaillaient à Island Pond. Le Canadien National a continué d'exploiter le service de fret jusqu'à Portland jusqu'en 1988 ; l'année suivante, la ligne a été vendue au chemin de fer Chemin de fer Saint-Laurent & Atlantique, qui fournit le service à ce jour.